# Cañada Grande (San José)
Cañada Grande, teilweise auch als Mevir Cañada Grande bezeichnet, ist eine Ortschaft in Uruguay.

## Geographie
Cañada Grande befindet sich auf dem Gebiet des Departamento San José in dessen Sektor 6 in der Cuchilla Mangrullo. Ansiedlungen in der Nähe sind im Süden Villa María sowie im Südwesten Rincón del Pino, Rafael Perazza und Mangrullo - Pueblo Leonico Rivero. Südlich des Ortes entspringen der Arroyo del Tala und der Arroyo Tala Chico, die zum Einzugsgebiet des Arroyo Luis Perreira zählen. Nördlich Cañada Grandes erstreckt sich die Cuchilla San José.

## Infrastruktur
Durch den Ort führt die Ruta 3.

## Einwohner
Die Einwohnerzahl von Cañada Grande beträgt 59 (Stand: 2011), davon 34 männliche und 25 weibliche. Für die vorhergehenden Volkszählungen der Jahre 1963, 1975, 1985 und 1996 sind beim Instituto Nacional de Estadística de Uruguay keine Daten erfasst worden.
| Jahr | Einwohner |
| ---- | --------- |
| 1963 | -         |
| 1975 | -         |
| 1985 | -         |
| 1996 | -         |
| 2004 | 69        |
| 2011 | 59        |

Quelle: Instituto Nacional de Estadística de Uruguay